# ألموت لينك
ألموت لينك Almuth Link (ولدت في عام 1938) هي كاتبة روائية وشاعرة وصحفية ألمانية.
درست ألموت لينك علوم اللغة الألمانية والموسيقى في جامعة يوهان فولفجانج جوته في مدينة فرانكفورت الواقعة على نهر الماين.
عملت ألموت في بداية حياتها معلمة، ونشرت عدة قصائد وقصص. وقد تعرف عليها الجمهور بشكل واسع من خلال روايتها الأولى في عام 2002. وتدور معظم قصصها في منطقة نهر الراين.
وألموت لينك هي أم الروائية الناجحة شارلوته لينك, وهي تعيش الآن في باد هومبورج.

## أعمالها
1. ما زال الضوء يحترق الضوء يحترق في حجرة الأطفال (قصص مبهجة من الحياة اليومية للعائلة 1981)
2. سفينة نوح الصغيرة خاصتي 1982
3. لا تغرقي أيتها السفينة الصغيرة 1985
4. الأيام السعيدة 2003
5. ضابطة صوت أوتار البيانو 2004
6. الملاك الناري 2005

## مواقع خارجية
- https://web.archive.org/web/20070929090224/http://www.rhein-main.net/sixcms/detail.php/1203264